# Lia van Rhijn

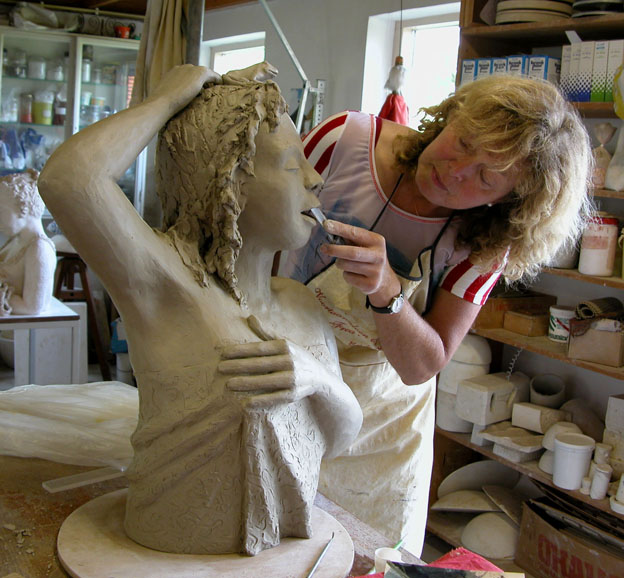
Van Rhijn met zangeres

Lia van Rhijn (Nieuwerkerk aan den IJssel, 1953) is een Nederlandse keramist en beeldhouwer, die beelden maakt van mens – en dierfiguren en in architectonische vormen.

## Levensloop
Lia van Rhijn volgde opleidingen aan de Academie voor Beeldende Vorming in Amersfoort en de Vrije Academie in Den Haag. Daarin werd onder invloed van Ernst Beijer haar interesse gewekt voor bijzondere architectuur. Glazuurlessen kreeg zij van Henk Trumpie.
Met haar vroege werk verwierf zij in 1980 de Aanmoedigingskunstprijs van de gemeente Gouda. Reizen naar Mexico, Ierland, Spanje en denkbeeldige tochten naar Cappadocië maakten haar bewust van de etnische en geografische invloed op kunstvormen. In deze ervaringen vond en vindt ze thema's en inspiratie voor al haar werken. Daarbij laat zij zich niet zo zeer leiden door gangbare stromingen maar volgt ze in de eerste plaats haar eigen ideeën.
Het atelier van Lia van Rhijn maakt deel uit van het Kunstcentrum Hofstede Duet in Zuidwolde (Drenthe), waarin ook haar levenspartner, de etser Han van Hagen, participeert. In dat kader verzorgt zij cursussen en workshops.

## Werk
Haar grondstof is klei waarin zowel gedraaid werk als handsculpturen worden vervaardigd; ook de kleivormpers wordt gebruikt. Het bakken en glazuren van de beelden geschiedt volgens uiteenlopende technieken en in verschillende ovens, waaronder de raku-methode.
Haar beelden omvatten mens – en dierfiguren, met aandacht voor stemmingen en houdingen. Een deel van haar portretten zijn geïnspireerd door voorbeelden uit de Renaissance.
Architectonische vormen, alsook draperieën vinden een plaats in haar oeuvre. Combinaties van thema's komen voor.
Haar potten en schalen zijn zuiver artistiek, maar zouden deels ook artistiek gevormde gebruikskeramiek of toegepaste keramiek genoemd kunnen worden.

## Exposities
- 1984 Expositie "Zand, Zee en Duin", met zes andere kunstenaars, Noordwijk aan Zee
- 1984 Deeltentoonstelling galerie "Kunst Allerlei", Amsterdam
- 1985 Tentoonstelling met fotograaf Leo Divendal in atelier/galerie
- 1985 Graaf Floris, Vogelenzang
- 1987 Tentoonstelling in galerie Alba, Alphen aan den Rijn
- 1989 Tentoonstelling galerie "Aura", Ouderkerk a/d IJssel
- 1990 "Opstand der Potten", stadsgalerie Gouda
- 1992 Galerie "De Konfrontatie", Heerlen
- 1993 Shell kantoor, Amsterdam
- 1993 Huisexpositie "Afscheid van Nieuwkoop", n.a.v. verhuizing van Nieuwkoop naar Zuidwolde
- 1994 Homecenter Stichting Keramisten Noord-Nederland, Wolvega
- 1995 Ten Huize van Marijke Biegel-Sträter, Amsterdam
- 1999 Tentoonstelling bij galerie Freek Berends, Echten
- 2001 Groepstentoonstelling in de Keukenhof
- 2001 Galerie T, Middelburg
- 2003 “Weerzien met Nieuwkoop” expositie in Reghthuis. Nieuwkoop
- 2006 Kunstzaal van Heiningen, Den Haag
- 2007 Kunstproeverij De Hooghe Kamer, Hoogeveen,
- 2007 Galerie Freek Berends, Echten
- 2008 CBK, Centrum Beeldende Kunst, Assen.
- 2008 Galerie van Strien, Nieuw Amsterdam
- 2008 Kunstkabinet Esmare, Capelle a/d IJssel
- 2009 Tuinen van Mien Ruys, Dedemsvaart
- 2010 Tuinen van Mien Ruys, Dedemsvaart
- 2010 Overzichtstentoonstelling in de Dehullu, beeldentuin in Gees, met presentatie van het boek Sporen in Klei
- 2010 Museum de Zwarte Tulp, Lisse, deelname aan de vazententoonstel
- 2011 Museum Schokland. Bodemvondsten vinden bodem” (samen met Han van Hagen)
- 2012 Hasenkabinett, Weener (Ems), Duitsland. Schneehasen in Sommer. Sneeuwhazen in de zomer. Sommer-Ausstellung.
- 2012 Tuinen van Mien Ruijs, Dedemsvaart. Thema expo (samen met “Keramiek@venture ” ) “Schoonheid in verval”
- 2012 Museum Mǿhlmann, Appingedam. Expositie “Varken in Vorm. Het hedendaags varkensstuk ”
- 2012 Galerie IJhorst. “Grensloos Kunst Verkennen”
- 2013 Hasenkabinett, Weener (Ems), Duitsland.  Deeltentoonstelling
- 2013 Galerie “het Raadhuis”, 2013. Deeltentoonstelling
- 2013 Museum Mǿhlmann, Appingedam. Expositie (met anderen) “Beeldbrokken. Brokstukken van toen. Kunstwerken van nu”
- 2013 Reestdal Drenthe. Kunstroute “Ateliers in Bedrijf” (met  anderen)

## Externe link

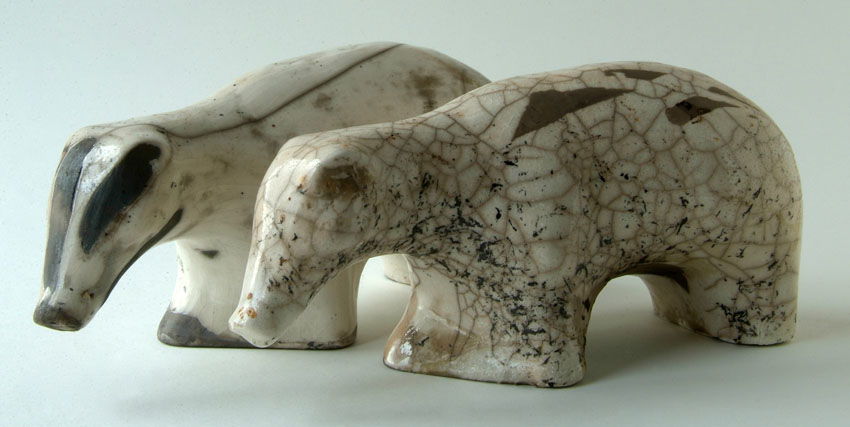
Dassen
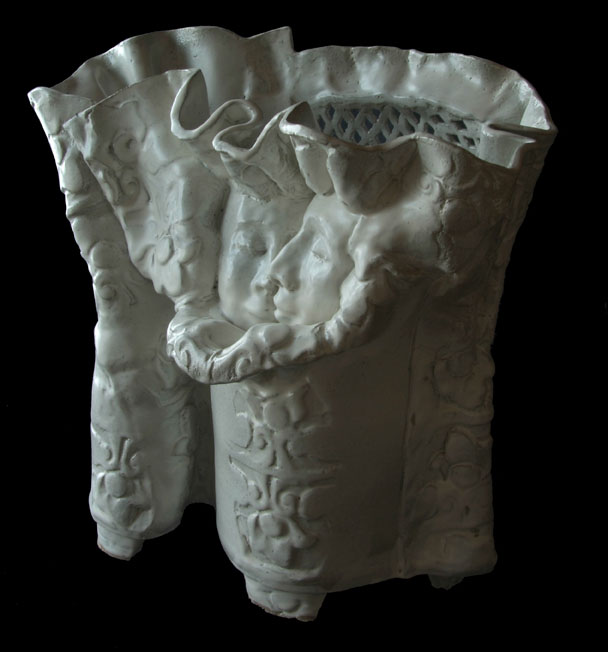
Draperie
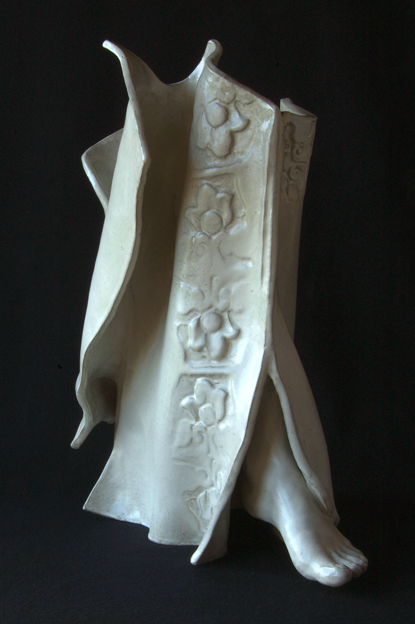
Draperie met voet
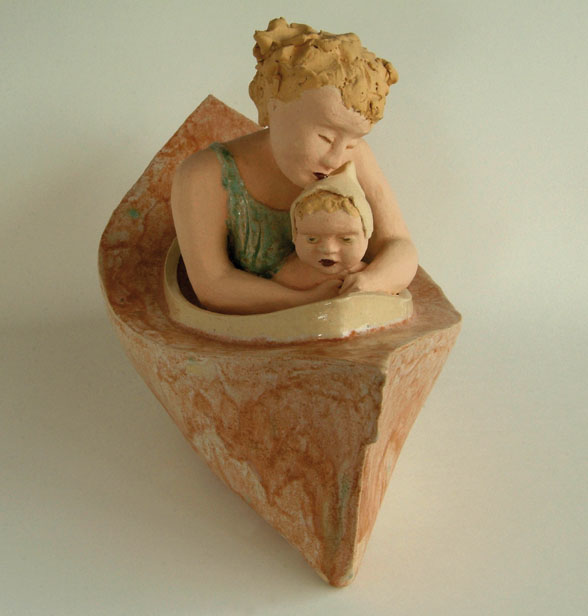
Moeder en kind
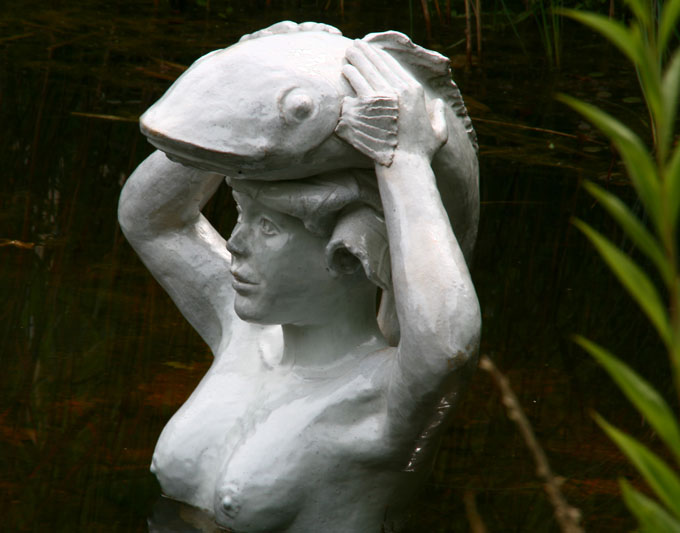
Meermin
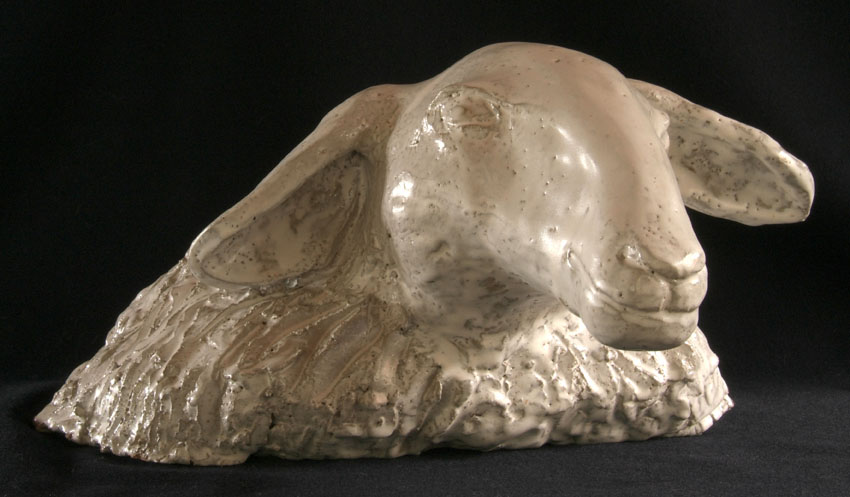
Schaap
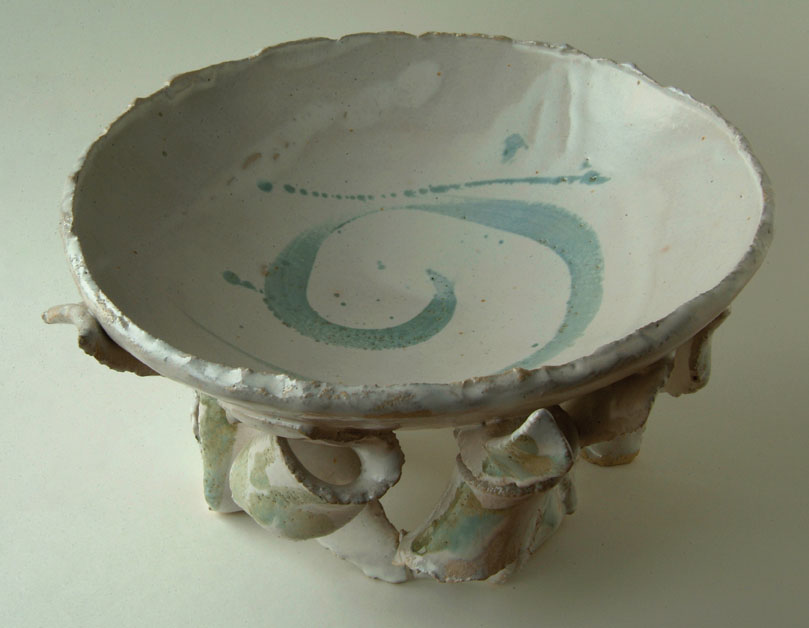
Schaal
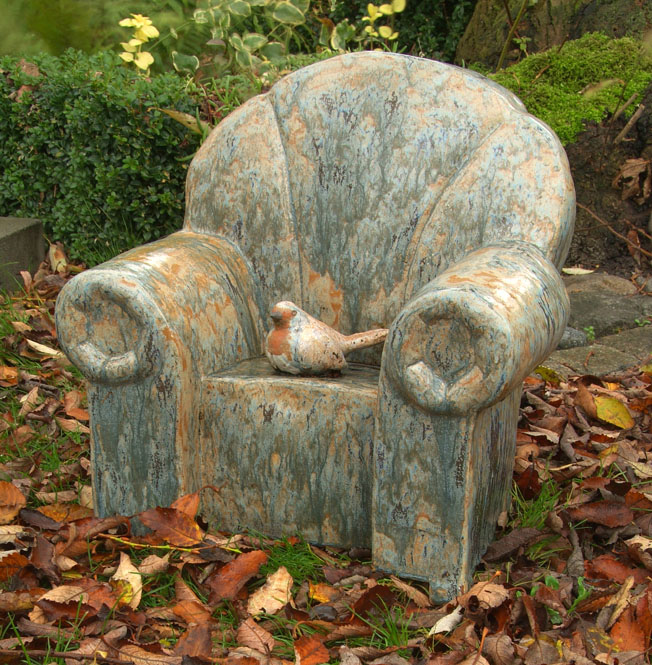
Roodborst
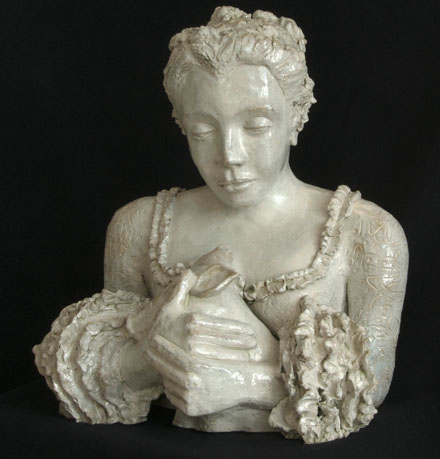
Marie Antoinette
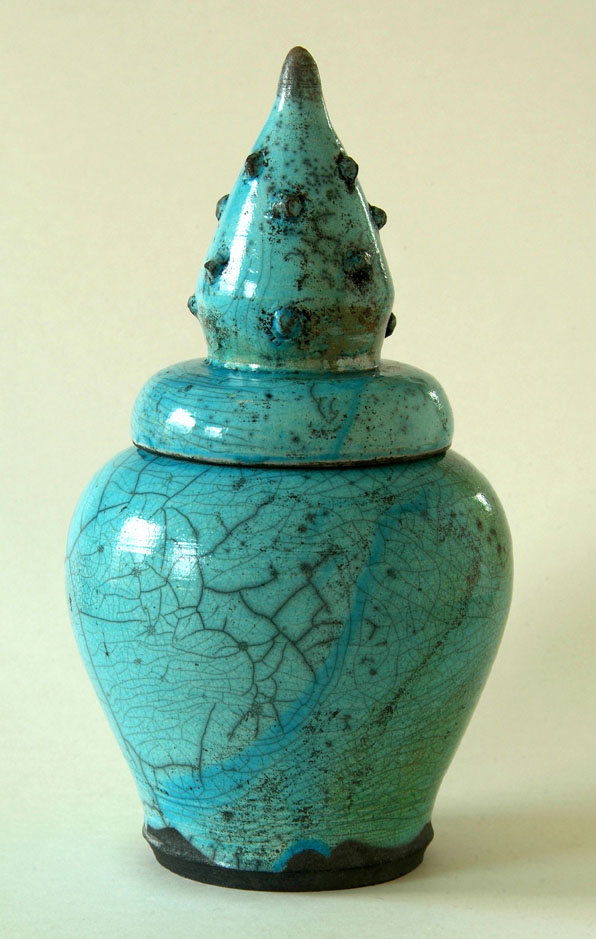
Torenvaas